# 波尔萨
波尔萨（Porsa），是印度中央邦Morena县的一个城镇。总人口33097（2001年）。

## 人口
该地2001年总人口33097人，其中男性17813人，女性15284人；0—6岁人口5483人，其中男2976人，女2507人；识字率66.35%，其中男性为75.47%，女性为55.71%。